# 迪沃讷莱班
迪沃讷莱班（法語：Divonne-les-Bains，法語發音：[divɔn le bɛ̃]）是法国东部安省的一个市镇，属于热克斯区。

## 地理
迪沃讷莱班（46°21'24"N, 6°8'34"E）面积33.88 平方千米，位于法国奥弗涅-罗讷-阿尔卑斯大区安省，该省份为法国东部省份，北起汝拉省，西北接索恩-卢瓦尔省，西接罗讷省和里昂大都会，南至伊泽尔省，东与萨瓦省、上萨瓦省和瑞士接壤。
与迪沃讷莱班接壤的市镇（或旧市镇、城区）包括：格里伊、米茹、沃桑西、拉茹、普雷马农、克拉西耶、拉里普、博吉-博塞、沙瓦讷德博吉、科穆尼。
迪沃讷莱班的时区为UTC+01:00、UTC+02:00（夏令时）。

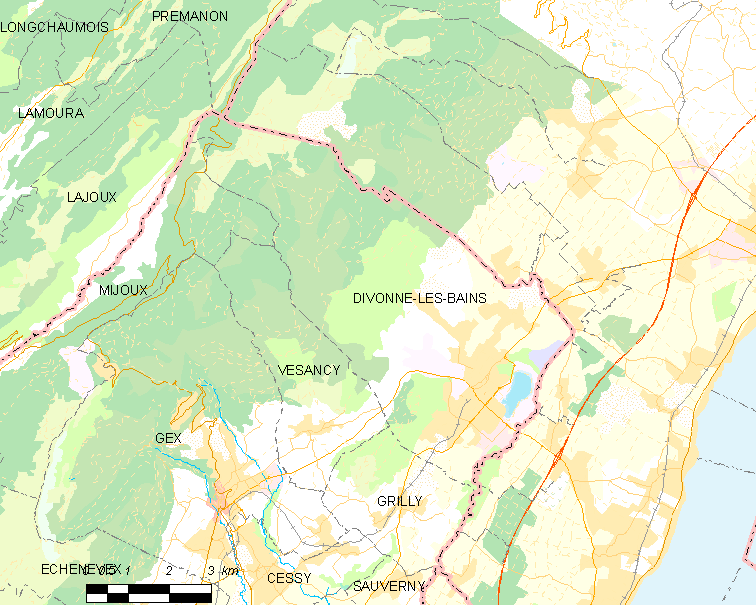
迪沃讷莱班的OSM定位图

## 行政
迪沃讷莱班的邮政编码为01220，INSEE市镇编码为01143。

## 政治
迪沃讷莱班所属的省级选区为热克斯县。

## 人口

1962-2008年间迪沃讷莱班人口变化图示

迪沃讷莱班于2022年1月1日时的人口数量为10300人。